# Mercato San Severino
Mercato San Severino község (comune) Olaszország Campania régiójában, Salerno megyében.

## Fekvése
A megye északnyugati részén fekszik. Határai: Baronissi, Bracigliano, Castel San Giorgio, Cava de’ Tirreni, Fisciano, Montoro Inferiore, Roccapiemonte és Siano.

## Története
Első említése a 12. századból származik. A következő századokban nemesi birtok volt. A 19. században nyerte el önállóságát, amikor a Nápolyi Királyságban felszámolták a feudalizmust.

## Népessége
A népesség számának alakulása:

## Főbb látnivalói
- Santa Maria delle Grazie-templom
- San Giacomo-templom
- Sant’Antonio-templom